# 石家庄外国语学校
石家庄外国语学校，原名石家庄市第43中学，创建于1994年，是中国河北省石家庄市的一所重点中学。
学校由幼儿园、小学、初中、高中四部组成。教育宗旨是“爱国，交际，协作，文明，健康，创新”。2010年学校四部改组石家庄外国语教育集团。